# Pasytheidae
Pasytheidae zijn een familie van mosdiertjes uit de orde Cheilostomatida en de klasse van de Gymnolaemata.

## Geslachten
- Baudina Gordon, 2009
- Eutaleola Vieira & Gordon, 2010
- Gemellipora Smitt, 1873
- Pasythea Lamouroux, 1812
- Tecatia Morris, 1980

Niet geaccepteerd geslachten:
- Epicaulidium Hincks, 1881 → Pasythea Lamouroux, 1812
- Liriozoa Lamouroux, 1816 → Pasythea Lamouroux, 1812
- Tuliparia de Blainville, 1834 → Pasythea Lamouroux, 1812